# Julieta Zurita Cavero
Guely Julieta Zurita Cavero, también conocida como Julieta Zurita de Alzerreca (Cochabamba, Bolivia, 1953) es una docente de quechua, escritora, poetisa y traductora que escribe en quechua y español.

## Biografía
Julieta Zurita Cavero nació en 1953. Estudió Educación intercultural bilingüe (EIB) en la Universidad Mayor de San Simón (UMSS) en Cochabamba y después docencia universitaria y enseñanza de quechua como segunda lengua. Trabaja como docente de quechua y de varios programas de educación como en el de la licenciatura en EIB en la UMSS. Ha trabajado también en algunos programas de EIB en Bolivien, Perú, Venezuela y Panamá y ha participado en congresos internacionales. El foco de sus trabajos son la formación y capacitación de los docentes en la EIB, la enseñanza del quechua como primera y segunda lengua y la producción de materiales educativos.
Julieta Zurita Cavero es autora de poemas y cuentos en quechua, entre ellos los cuentos del Zorro Antonio (Atuq Antuñumanta) que fueron publicados en una antología trilingüe en quechua, español e inglés.
En 2020, Julieta Zurita y 24 otros escritores de Bolivia fundaron un “PEN Quechua” con sede en Cochabamba (Bolivien), que en septiembre de 2021 fue reconocido por el PEN Club Internacional como miembro. Julieta Zurita fue elegida secretaria de comunicación; los demás miembros del primer directorio fueron el presidente Iván Prado Sejas, Esther Balboa Bustamante, Juan Clavijo Román y Gonzalo Montero Lara.

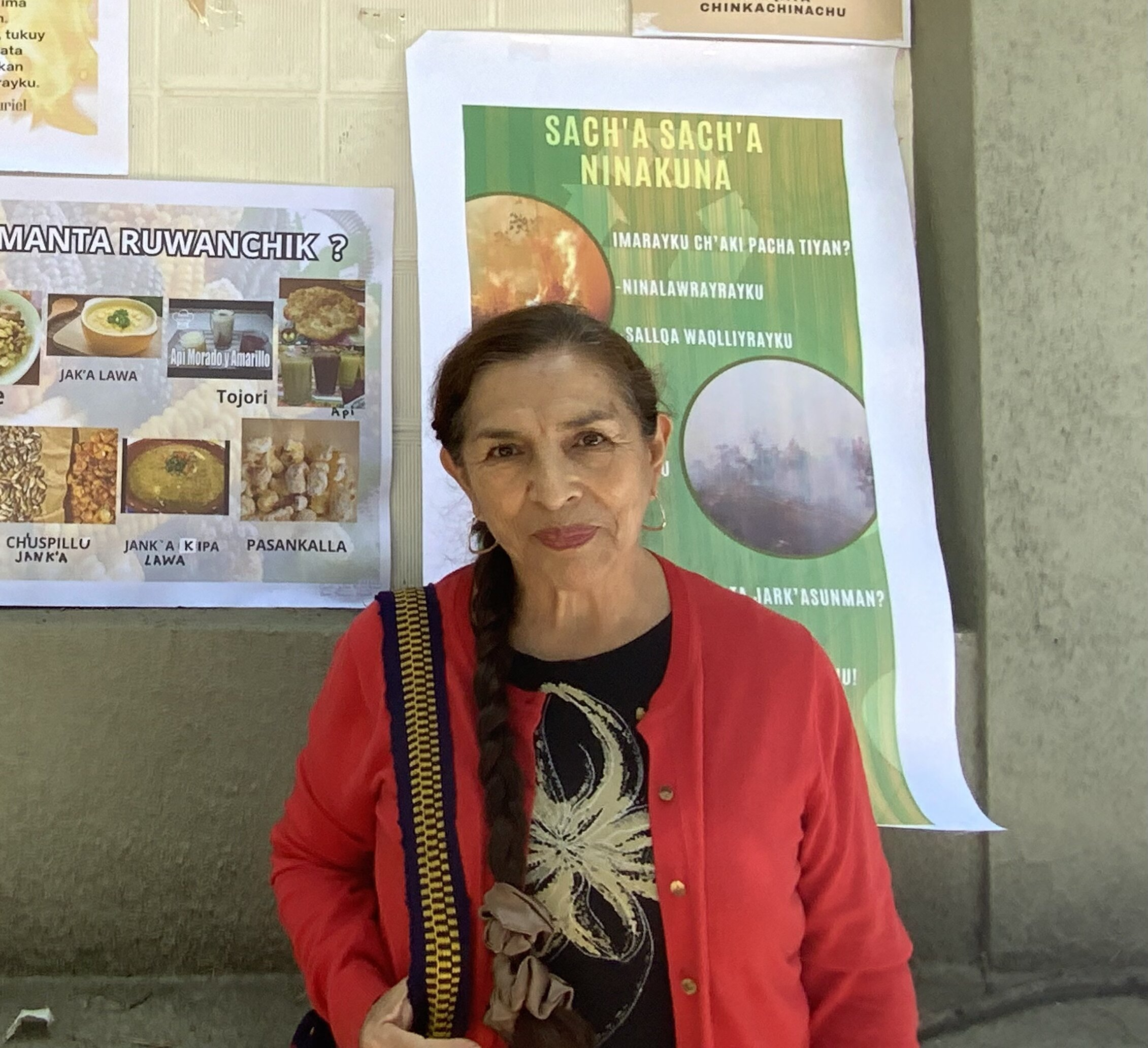
Fotografía de la educadora y escritora Julieta Zurita Cavero en una Feria por el Día de la Lengua Materna en abril de 2025, en Cochabamba.

## Obras

### Artículos
- 2012: Ponencia. Experiencias de producción de textos en lengua materna quechua en las escuelas rurales de Bolivia. Una aproximación al pluralismo epistémico. Compilación de ponencias del 54 Congreso Internacional de Americanistas. Viena, Austria. En: Kerstin Störl (ed.) (2018): La Reciprocidad entre lengua y cultura. Peter Lang, Berlín 2018.
- 2014: El enfoque cultural comunicativo y textual en la enseñanza del quechua como segunda lengua. STLILLA-2011 Proceedings, 1–22. Kellogg Institute for International Studies at the University of Notre Dame, 2011.
- 2017: Ponencia. Leyendo con los niños. V Jornadas Internacionales de Lectura y Literatura Infantil. Cochabamba, Bolivia: IBBY Bolivia.
- 2019: Wawakunawan ñawirispa. Leyendo con los niños. Revista Electrónica Leer, Escribir y Descubrir 1 (5), artículo 6.

### Materiales educativos
- 2009: Imaymanta Qhichwapi ñawikunanchikpaq puquykunamanta.
- 2014: Qhichwa simita yacharikuna = Texto de apoyo para la enseñanza y aprendizaje del quechua. Kipus, Cochabamba, 110 páginas. ISBN 978-99954-97-85-9

### Con otros autores
- Rosaleen Howard: Kawsay Vida. A Multimedia Quechua Course for Beginners and Beyond. With contributions by Phil Jimmieson, Pedro Plaza, Julieta Zurita, Rufino Chuquimamani, Carmen Alosilla, and Phil Russell. University of Texas Press, 2014.
- Andrew Rupp, Julieta Zurita: Procesos educativos en contextos indígenas. Investigación etnográfica sobre la EIB en las comunidades de Tacopya y Bolívar. Subversiones. Revista de Investigación. Año 1 No 2, pp. 111-145. Industrias Gráficas “J.V” Editora, Cochabamba 2019.

### Cuentos
- 2016: Cuentos del Zorro Antonio. Editorial Fe de Erratas, Cercado (Bolivia). ISBN 978-99974-882-2-0

### Poesía
- 2007: Llaqtaymanta Jawariykuna. Cochabamba, Bolivia: Editorial MOCA.
- Iphu para sumaq para, K’uychi, Sipaspa Munaynin, En: Julio Noriega Bernuy (ed.): Poesía Quechua en Bolivia: Antología. Pakarina Ediciones, Lima 2016
- Otros poemas: Amaña jinataqa, ¡Paramuchun! ¡Kawsay Kutimuchun![7]

### Traducciones literarias al quechua
- Pilar Pedraza Pérez del Castillo: Saqra ñanta purispa. Traducido por Julieta Zurita Cavero al quechua del original en castellano Por las calles de la ira, edición bilingüe. Editorial Kipus, Cochabamba 2019